# 船橋市役所
船橋市役所（ふなばししやくしょ）は、日本の地方公共団体である船橋市の組織が入る施設（役所）である。

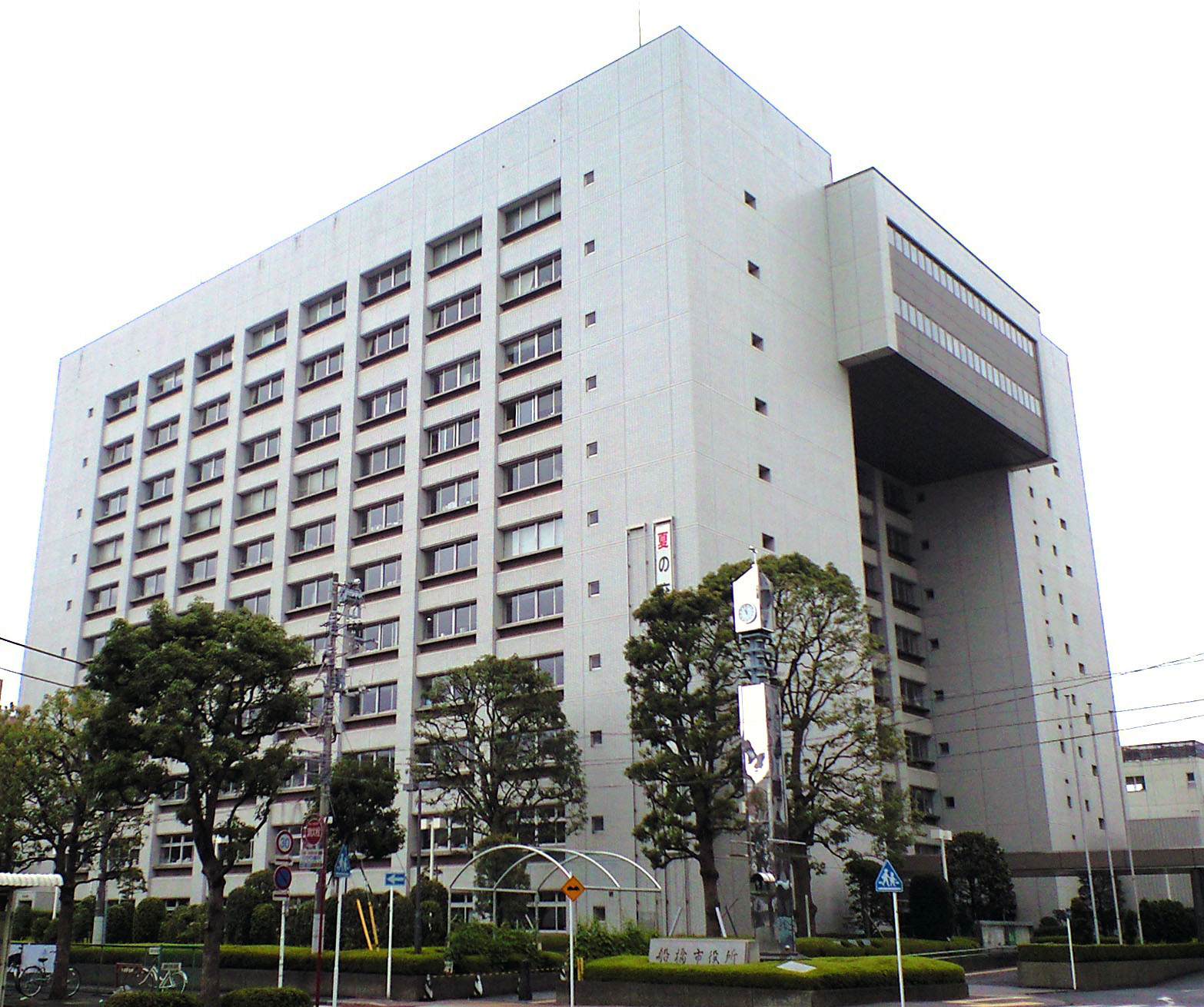
船橋市役所本庁舎

## 所在地
- 〒273-8501
- 千葉県船橋市湊町2丁目10番25号

## 沿革
1982年に竣工。旧役所から移転してきた。
旧市役所庁舎（←船橋町役場）は本町4丁目の御蔵稲荷神社脇の公園の場所にあった。

## 市役所庁舎
| 階  | 概 要 |
| --- | --- |
| 11F | 情報政策課、行政資料室、保健室、議会図書室、傍聴席、喫茶コーナー、大会議室、組合事務室                                                                                                 |
| 10F | 庶務課、議事課、議長室、副議長室、議会運営委員会室、各委員会室、議員控室、議場、議員応接室                                                                                             |
| 9F  | 秘書課、国際交流室、企画調整課、市民協働課、市民防犯課、総合交通計画課、男女共同参画課、財政課、管財課、指導監査室、市長室、副市長室                                                   |
| 8F  | 電子行政推進課、職員課、行政管理課、印刷室、大気汚染監視センター、電話案内室 |
| 7F  | 総務課、財務課、施設課、学務課、指導課、保健体育課、社会教育課、文化課、青少年課、生涯スポーツ課                                                                                       |
| 6F  | 契約課、建築指導課、建築課、宅地課、住宅政策課、選挙管理委員会事務局、農業委員会事務局、監査委員事務局                                                                                 |
| 5F  | 都市総務課、技術管理課、都市計画課、道路管理課、交通安全課、道路安全推進室、道路建設課、街路課、下水道管理課、下水道計画課、下水道建設第一課、下水道建設第二課、河川管理課、河川整備課 |
| 4F  | 環境保全課、クリーン推進課、産業廃棄物課、環境衛生課、商工振興課、消費生活課、農水産課、都市整備課、みどり推進課、みどり管理課、自治振興課                                             |
| 3F  | 広報課、健康政策課、高齢者福祉課、地域福祉課、介護保険課、包括支援課、南部地域包括支援センター、児童家庭課、保育課、児童育成課、記者クラブ                                             |
| 2F  | 税制課、市民税課、固定資産税課、納税課、国民年金課、障害福祉課、療育支援課、健康増進課                                                                                                 |
| 1F  | 戸籍住民課、国民健康保険課、会計課、市民の声を聞く課、収入役室、銀行、総合案内、市民ロビー、美術コーナー                                                                               |
| B1F | 食堂、売店、守衛室、組合事務室、中央監視室、書庫 |

### 市役所別館
- 夜間休日急病診療所、納税課

### 市役所分庁舎
- 生活支援課（生活保護など）

### 消防指令センター内
- 防災課（災害対策など）
- 職員研修所（職員の研修・能力開発など）

## 出張所・連絡所
- 船橋駅前総合窓口センター - 船橋市本町1丁目3-1
- 二宮出張所 - 船橋市滝台1丁目1-20
- 芝山出張所 - 船橋市芝山3丁目10-8
- 高根台出張所 - 船橋市高根台1丁目2-5 高根台公民館内
- 豊富出張所 - 船橋市豊富町4
- 習志野台出張所 - 船橋市習志野台2丁目45-18
- 二和出張所 - 船橋市二和東5丁目26-1
- 西船橋出張所 - 船橋市西船4丁目17-3
- 小室連絡所 - 船橋市小室町3308 小室公民館内
- 本中山連絡所 - 船橋市本中山3丁目20-2
- 法典連絡所 - 船橋市藤原5丁目9-10 法典公園内
- 三山連絡所 - 船橋市三山8丁目19-1 三山市民センター内
- 津田沼連絡所 - 船橋市前原西2丁目21-21 東部公民館内